# Marouane Fakhr
Marouane Fakhr (ur. 11 lutego 1989) – marokański piłkarz, grający na pozycji bramkarza. W sezonie 2021/2022 zawodnik Rai Casablanca. 

## Kariera klubowa

### Chabab Atlas Khénifra (2016–2017)
Zaczynał karierę w Chababie Atlas Khénifra. W tym zespole zadebiutował 25 września 2016 roku w meczu przeciwko Rai Casablanca, zremisowanym 1:1, grając cały mecz. Łącznie w tym zespole zagrał 22 spotkania.

### Olympique Khouribga (2017–2018)
1 lipca 2017 roku trafił do Olympique Khouribga, lecz umowę podpisał wcześniej – 14 czerwca. W tym klubie zadebiutował 10 września w meczu przeciwko Rai Casablanca, zremisowanym 1:1, grając całe spotkanie. 17 lipca 2018 roku rozwiązał umowę z tym zespołem. Łącznie zagrał 19 meczów.

### Arabia Saudyjska (2018–2020)
3 sierpnia 2018 roku podpisał kontrakt z Abha Club. 
1 lipca 2019 roku został graczem Al-Anasr FC.

### Mouloudia Oudja (2020–2022)
12 listopada 2020 roku wrócił do ojczyzny i podpisał kontrakt z Mouloudią Oujda. W tym zespole zadebiutował 14 lutego 2021 roku w meczu przeciwko Chababowi Mohammédia, wygranym 0:1, rozgrywając całe spotkanie. Łącznie w Wadżdzie zagrał 24 mecze.

### Raja Casablanca (2022–)
25 stycznia 2022 roku przeszedł za darmo do Rai Casablanca.